# Victor Le Bouthillier
Pour les articles homonymes, voir Bouthillier.
Victor Le Bouthillier de Chavigny, né vers 1597 à Paris et mort le 12 septembre 1670, est un ecclésiastique et homme d'État français. Issu d'une famille de noblesse de robe, il est le fils de Denis Bouthillier. Il commence sa carrière comme conseiller d'État, puis devient premier aumônier de Marie de Médicis, et plus tard grand maître de la chapelle de Gaston d'Orléans, frère du roi Louis XIII.
En 1641, il est nommé archevêque de Tours, fonction qu’il occupe jusqu’à sa mort en 1670.

## Biographie
Victor Bouthillier est le fils de Denis Bouthillier, seigneur de Fouilletourte et de Petit-Oye, avocat au parlement de Paris et de son épouse Claude de Pacheco. Il est le frère de Claude Bouthillier et de Sébastien Bouthillier et l'oncle d'Armand Jean Le Bouthillier de Rancé (1626-1700), le réformateur de l'abbaye de la Trappe, qu'il avait tenté de prendre comme coadjuteur en 1657, ce à quoi Mazarin s'opposa.
Il est nommé abbé de l'abbaye d'Oigny par le roi le 1er décembre 1626.
Il fut sacré le 9 avril 1628 dans l'église des Carmélites du faubourg Saint-Jacques, par l'archevêque de Paris, Jean-François de Gondi, assisté des évêques d'Agen, Claude de Gélas, et de Senlis, Nicolas Sanguin. Il fit son entrée solennelle le dimanche 6 août 1628, accompagné du gouverneur de la province et d'un grand nombre de nobles, et convoqua un synode à Boulogne pour le 17 octobre.
On lui doit la reconstruction d'un grand nombre d'édifices sacrés tombés en ruines, par suite des guerres civiles. L'abbaye de Saint-Wulmer, étant privée de religieux depuis plus de trente ans, et dans un triste état, c'est lui qui établit dans l'abbaye Saint-Wulmer de Samer, dont il était abbé commendataire des Oratoriens, par contrat du 16 juillet 1629 afin d'y ouvrir un collège pour enseigner les belles-lettres aux jeunes gens, et leur assigna un revenu annuel pour ce faire, se réservant toutefois le titre avec les revenus de l'abbaye.
Il leur laissa la mense conventuelle ou plus exactement l'équivalent de sa valeur en biens fonds, et une rente de 300 livres, qu'il s'obligea à leur payer, à la charge de faire le service divin dans l'église abbatiale, de l'entretenir, ainsi que les bâtiments de l'abbaye, de fournir à l'entretien du culte, et également de donner des leçons de cas de conscience aux ecclésiastiques. Ceci étant écrit en première clause du contrat signé entre lui, les chanoines de Notre-Dame de Boulogne, le mayeur et les échevins de Boulogne, et le fondé de pouvoirs de la congrégation de l'Oratoire.
Il donna aux religieuses franciscaines de Boulogne la règle la plus stricte des Annonciades, et reforma l'ordre des Dominicaines d'Ardres en leur faisant prendre l'habit de Saint-Benoît.
C'est lui qui recouvra l'image miraculeuse de Notre-Dame de Boulogne, qui avait été enlevée par les huguenots. Il replaça dans la cathédrale, cette image pieuse le 30 mars 1630 et lui fit rendre le culte dont elle été honorée depuis des siècles. Il fut choisi pour coadjuteur de Bertrand d'Eschaud, archevêque de Tours le 12 décembre 1630. Il laissa en souvenir à la cathédrale de Boulogne, un ornement de drap d'or à fond très riche, composé d'un devant d'autel ou antipendium, servant à l'autel du chœur, avec la chasuble, la dalmatique, et la tunique du même, le tout orné de ses armes.
Le roi, le chargea plusieurs fois de missions importantes, et grâce à sa prudence, il réussit à apaiser bien des dissensions, et à travailler avec succès au bien public. Avant de partir de Boulogne, il fit avec son chapitre des statuts concernant l'office divin le 2 janvier 1631.
Il devient à son tour, à la mort de Bertrand d'Eschaud, archevêque de Tours. Sa bibliothèque, augmentée par Léon Bouthillier, puis Denis-François Bouthillier, fut dispersée entre Montpellier, Troyes et la Bibliothèque nationale de France à Paris.

## Succession apostolique
Victor Le Bouthillier a ordonné les évêques suivants :
- Évêque Robert Cupif (1640)
- Archevêque Henri de La Mothe-Houdancourt (1642)
- Évêque Denis de La Barde (1642)
- Évêque Jean-Baptiste Gault, C.O. (1642)
- Évêque Pierre de Bedacier, O.S.B. (1649)
- Évêque Henri Arnauld (1650)
- Évêque Jean de Meaupéou (1660)
- Évêque Pierre Lambert de la Motte, M.E.P. (1660)
- Évêque François de Villemontée (1660)
- Évêque Mathieu Thoreau (1661)
- Évêque Gilles de La Baume le Blanc de la Valière (1668)

### Iconographie
- Portait de Victor Le Bouthillier, hst, SD, 1650 dim: h: 80 x l: 70cm, par Philippe de Champaigne conservé au Musée des beaux-arts de Tours
- Portrait de Victor Le Bouthillier, gravure d'après Philippe de Chapaigne, par Robert Nanteuil en 1651.